# Jūratė Daktaraitė
Jūratė Kleopatra Daktaraitė (nacida el 1 de enero de 1936 en Kaunas) es una exjugadora de baloncesto lituana. Consiguió 3 medallas en competiciones oficiales con URSS.